# Анкор, ещё анкор! (фильм)
«Анко́р, ещё анко́р!» — российский художественный фильм, поставленный режиссёром Петром Тодоровским по собственному сценарию.
Фильм получил главные призы: «Ника» на Всероссийском фестивале за лучший игровой фильм 1992 года, на Всемирном фестивале в Токио в 1993 году награждён призом за лучший сценарий, главным призом Открытого фестиваля «Кинотавр» в Сочи (1993), приз V Всероссийского фестиваля «Созвездие-93».
Премьера фильма состоялась в мае 1993 года, а на телеканале «РТР» — 23 февраля 1994 года в 20:40.

## Сюжет
Действие фильма происходит зимой 1946 года в маленьком заснеженном гарнизоне.
Командир полка полковник Виноградов живёт с офицером медслужбы Любой Антиповой, не разведясь с женой Тамарой. Люба влюбляется в молодого лейтенанта Володю Полетаева и встречается с ним на квартире капитана Крюкова, договорившись с его женой Аней. Вскоре о связи своей сожительницы с Володей узнаёт полковник.

## В ролях
| Актёр               | Роль                                                    |
| ------------------- | ------------------------------------------------------- |
| Валентин Гафт       | полковник Фёдор Васильевич Виноградов                   |
| Ирина Розанова      | старший лейтенант медслужбы Любовь Ивановна Антипова    |
| Евгений Миронов     | лейтенант Владимир Полетаев                             |
| Елена Яковлева      | жена капитана Крюкова Аня                               |
| Лариса Малеванная   | жена Виноградова Тамара Владимировна                    |
| Сергей Никоненко    | капитан Иван Крюков                                     |
| Владимир Ильин      | интендант, капитан Лиховол                              |
| Андрей Ильин        | адъютант Виноградова, младший сержант Филя Серебряный   |
| Анатолий Ведёнкин   | замполит полка, подполковник Довгвило                   |
| Ольга Лебедева      | жена Довгвило, лейтенант Вера                           |
| Александр Пашутин   | сотрудник СМЕРШа майор Скиданенко                       |
| Станислав Говорухин | комдив                                                  |
| Людмила Гнилова     | машинистка СМЕРШа, лейтенант Лидия Аркадьевна Бархатова |
| Елена Котихина      | повариха Антонина Петровна Селюнина                     |

## Съёмочная группа
- Автор сценария и режиссёр-постановщик — Пётр Тодоровский
- Оператор-постановщик — Юрий Райский
- Художник-постановщик — Валентин Коновалов
- Музыка Петра Тодоровского
- Звукорежиссёр — Владимир Виноградов
- Аранжировка Игоря Кантюкова

## Производство
Сюжет фильма основан на фактах из личной жизни Петра Тодоровского. С 1946 года 185-я стрелковая дивизия, в которой служил в послевоенные годы Тодоровский, дислоцировалась в военном гарнизоне Песочное (Песочные лагеря) под Костромой. События тех лет в Песочных лагерях и легли в основу фильма. Многие персонажи фильма имеют реальные прототипы.
В производстве фильм назывался «Чёт-нечёт».
Съёмки фильма прошли зимой 1991—1992 годов[уточнить].
О поисках места съёмок П. Тодоровский рассказал в 2003 году в интервью телеканалу «Культура»: «Я прожил в этих военных городках после войны, я рассказал только маленькую часть этой замкнутой жизни в военных городках, в тайге. И я думал, когда я начинал картину, где же я теперь найду глинобитные одноэтажные дома, где жили жёны офицеров с детьми. Запросто. Оказалось, я нашёл такой городок под Москвой. Там нет школы, детей возят в школу за 15 километров, маленький магазинчик работает два раза в неделю, вода в колонке во дворе, клуб не работает. Вот в этой ситуации, если вы читали Куприна, у которого есть замечательная повесть „Поединок“, вот это история про жизнь. Они замечательные люди, просто они попали в такую ситуацию, где деваться некуда».
Некоторые сцены фильма снимались в Переславском железнодорожном музее.

### Художественные особенности
Название фильма заимствовано из жанровой картины Павла Федотова. Помимо названия, Тодоровский заимствует многие другие черты этой одноимённой картины: в обоих произведениях мы видим военных, коротающих тоскливую зиму в слабо освещённом бревенчатом срубе, а стилистически и картина, и фильм сочетают социальную сатиру с меланхолическим лиризмом.
Куртуазные любовные письма, которые пишет (и читает за кадром) второстепенный персонаж фильма, снабженец капитан Лиховол, пародируют письма красноармейца Сухова жене из кинофильма «Белое солнце пустыни».

## Показ
Премьера фильма на телевидении должна была состояться 23 февраля на Российском канале. За несколько дней до премьеры к Анатолию Лысенко, возглавлявшему Российский канал, обратился глава Комитета ветеранов войны с требованием отменить премьеру фильма в праздничный день, на что Лысенко ответил отказом, однако после обращения от имени Генерального штаба министра обороны РФ Павла Грачёва премьера всё же была перенесена на день позже.

## Награды
- «Ника» на Всероссийском фестивале за лучший игровой фильм 1992 года
- На Всемирном фестивале в Токио в 1993 году награждён призом за лучший сценарий
- Главный приз Открытого фестиваля «Кинотавр» в Сочи (1993)
- Приз V Всероссийского фестиваля «Созвездие-93»
- Специальная премия жюри МКФ авторского кино в Сан-Ремо—94
- Елена Яковлева получила «Нику» за лучшую женскую роль.
- Ирина Розанова получила приз «За лучшее исполнение главной женской роли» на кинофестивале «Созвездие-92» и приз «Золотой Овен-92».